# Andrzej Sapkowski
Andrzej Sapkowski (Łódź, 1948. június 21. –) lengyel fantasyíró. Legismertebb műve a Vaják-könyvsorozat, melyet több mint 20 nyelvre fordítottak le világszerte, és amely számos díjat is nyert.

## Élete
Łódźban nőtt fel, a város egyetemén tanult közgazdaságtant. Irodalmi pályájának kezdete előtt kereskedőként dolgozott, majd sci-fi művek fordítójaként tevékenykedett. Első művét, a később világsikerré váló Vajákot (lengyelül Wiedźmin, angolul The Witcher) 1986-ban, saját elmondása szerint fia unszolására írta meg, aki akkoriban a Fantastyka magazin lelkes olvasója volt. Sapkowski nevezett is művével a magazin versenyére, ahol a 3. helyet érte el vele. A magazin megjelentette az írást, amely óriási siker lett, és a legkeresettebb lengyel szerzők közé emelte Sapkowskit. A történetet később jelentősen bővítette és saját univerzumot alkotott hozzá, amely három rövid történeteket tartalmazó könyvből és öt regényből áll, amelyekre jelentős hatással volt a szláv mitológia. A Vajákot cseh, grúz, magyar, orosz, litván, német, spanyol, francia, kínai, ukrán, portugál, finn, szlovák, bolgár, szerb, angol, olasz, holland, török, észt, román, koreai, svéd és horvát nyelvre fordították le, és később televíziós sorozatok és számítógépes játékok is készültek a műből. A Vaják mellett a 2002 és 2006 között írt Hussite-trilógiája is jelentős.

## Magyarul
- Vaják, 1-8.; PlayON!, Bp., 2011–2018
  - 1. Az utolsó kívánság; ford. Szathmáry-Kellermann Viktória; 2011
  - 2. A végzet kardja; ford. Szathmáry-Kellermann Viktória; 2012
  - 3. Tündevér; ford. Szathmáry-Kellermann Viktória; 2013
  - 4. A megvetés ideje; ford. Szathmáry-Kellermann Viktória; 2013
  - 5. Tűzkeresztség; ford. Kellermann Viktória; 2015
  - 6. Fecske-torony; ford. Hermann Péter; 2017
  - 7. A tó úrnője; ford. Hermann Péter; 2017
  - 8. Viharidő; ford. Hermann Péter; 2018
- Huszita trilógia; Gabo, Bp., 2020–2022
  - 1. Narrenturm – Bolondok tornya; ford. Hermann Péter; 2020
  - 2. Isten harcosai; ford. Hermann Péter; 2021
  - 3. Lux perpetua – Örökfény; ford. Hermann Péter; 2022

### Egyéb írásai
- Maladie és más történetek; GABO, Bp., ford. Hermann Péter; 2022

## Fordítás
- Ez a szócikk részben vagy egészben  az   Andrzej Sapkowski című angol Wikipédia-szócikk ezen változatának fordításán alapul.  Az eredeti cikk szerkesztőit annak laptörténete sorolja fel. Ez a jelzés csupán a megfogalmazás eredetét és a szerzői jogokat jelzi, nem szolgál a cikkben szereplő információk forrásmegjelöléseként.